# Skrajna Rzeżuchowa Kopa
Skrajna Rzeżuchowa Kopa, Rzeżuchowa Kopa, Gajnista Kopa (słow. Žeruchová kopa) – wzniesienie w słowackiej części Tatr Wysokich, położone w dolnym fragmencie Koziej Grani. Od Zadniej Rzeżuchowej Kopy na południowym zachodzie jest oddzielona Skrajnym Rzeżuchowym Przechodem. Stanowi ostatnie wzniesienie w Koziej Grani. Jej wierzchołek znajduje się tuż ponad Skrajnym Rzeżuchowym Przechodem.
Stoki północne opadają ze szczytu do Doliny Białych Stawów, południowe – do Doliny Zielonej Kieżmarskiej. Na północno-wschodnich stokach Skrajnej Rzeżuchowej Kopy znajdują się Wielki Biały Staw i Stręgacznik. Tereny wokół wzniesienia porośnięte są zwartą kosodrzewiną.
Na Skrajną Rzeżuchową Kopę, podobnie jak na inne obiekty w Koziej Grani, nie prowadzą żadne znakowane szlaki turystyczne. Najdogodniejsze drogi dla taterników wiodą na szczyt znad Wielkiego Białego Stawu i ze Skrajnego Rzeżuchowego Przechodu. Wejście jest łatwiejsze zimą, kiedy kosodrzewina jest pokryta śniegiem.
Nazwy obiektów w tej okolicy pochodzą od Rzeżuchowych Stawków (Niżniego i Wyżniego), nad którymi obficie rośnie rzeżucha gorzka.